# Collin Cowgill
Collin Brannen Cowgill (Lexington, 22 maggio 1986) è un giocatore di baseball statunitense di ruolo esterno, free agent dal 4 novembre 2019.

## Carriera

### Minor League
Cowgill venne selezionato al 5º giro del draft amatoriale del 2008 come 168a scelta dagli Arizona Diamondbacks. Nello stesso anno iniziò nella Northwest League singolo A stagione breve con i Yakima Bears, chiuse con. 304 alla battuta, 28 RBI e 21 punti (statistica: run) in 20 partite. Successivamente passò nella Midwest League singolo A con i South Band Silver Hawks, finendo con. 249 alla battuta, 17 RBI e 31 punti in 50 partite. Nel 2009 passò nella California League singolo A avanzato con i Visalia Rowhide, finì con. 277 alla battuta, 36 RBI e 39 punti in 61 partite.
Nel 2010 passò nella Southern League doppio A con i Mobile BayBears, finì con. 285 alla battuta, 83 RBI e 89 punti in 131 partite. Nel 2011 passò nella Pacific Coast League (PCL) triplo A con i Reno Aces, chiuse con. 354 alla battuta, 70 RBI e 95 punti in 98 partite.
Nel 2012 giocò nella California League singolo A avanzato con i Stockton Ports, finì con. 125 alla battuta in sole due partite. Successivamente passò nella (PCL) con i Sacramento River Cats chiudendo con. 254 alla battuta, 37 RBI e 33 punti in 61 partite. Nel 2013 giocò nella (PCL) con i Las Vegas 51s finendo con. 268 alla battuta, 12 RBI e 22 punti in 32 partite. Successivamente giocò sempre nella (PCL) con i Salt Lake Bees finendo con. 600 alla battuta, 7 RBI e 9 punti in 4 partite.

### Major League

#### Arizona Diamondbacks (2011)
Debuttò nella MLB il 26 luglio 2011 contro i San Diego Padres. Chiuse la stagione con. 239 alla battuta, 9 RBI, 8 punti, 58 eliminazioni di cui una doppia e 2 assist in 36 partite di cui 21 da titolare.

#### Oakland Athletics (2012)
Il 10 febbraio 2012 firmò per un anno a 482.000 dollari con gli Athletics. Chiuse con. 269 alla battuta, 9 RBI, 10 punti, 69 eliminazioni di cui 2 doppie e 3 assist in 39 partite di cui 28 da titolare.

#### New York Mets (2013)
Il 18 dicembre 2012 i Mets cedettero Jefry Marte per avere Cowgill, il 3 marzo 2013 firmò un contratto annuale di 493.520 di dollari. Nella sua prima partita d'esordio giocata il 1º aprile contro i San Diego Padres, nel 7º inning fece un grande slam su un fuoricampo portando il risultato sull'11 a 2 per i Mets, chiuse con 2 valede su 5 tentativi alla battuta e 4 RBI. Il 3 maggio venne mandato nei Las Vegas 51. Il 10 giugno ritornò in prima squadra. Il 25 giugno venne scambiato ai Los Angeles Angels of Anaheim per l'esterno Kyle Johnson, chiundendo con. 180 alla battuta, 8 RBI, 7 punti e 20 eliminazioni in 23 partite di cui 12 da titolare.

#### Los Angeles Angels of Anaheim (2013-2015)
Finì la stagione 2013 con. 231 alla battuta, 8 RBI, 11 punti, 63 eliminazioni e un errore da esterno sinistro in 50 partite di cui 24 da titolare.

#### Cleveland Indians e San Diego Padres (2016-2017)
Il 2 dicembre 2015, Cowgill venne scambiato dagli Angels con i Cleveland Indians per una somma in denaro. Divenne free agent il 5 ottobre 2016.
Il 6 febbraio 2017, firmò un contratto di minor league con i San Diego Padres, che lo svincolarono successivamente il 12 agosto.

#### Philadelphia Phillies e Washington Nationals (2018-2019)
L'8 febbraio 2018 firmò un contratto di minor league con i Philadelphia Phillies. Divenne free agent a fine stagione.
Il 21 febbraio 2019, firmò con i Washington Nationals rimanendo nella franchigia fine al termine della stagione, quando divenne free agent.

## Vittorie e premi
- (2) MiLB.Com Organization All-Star (2010, 2011)
- Topps Triple-A All-Star (2011)
- Baseball America Triple-A All-Star (2011)
- Rookie dell'anno (2011)
- Post-Season All-Star della Pacific Coast League (2011)
- Mid-Season All-Star della Pacific Coast League (2011)
- Post-Season All-Star della Southern League (2010)
- Mid-Season All-Star della Southern League (2010)
- (2) Giocatore della settimana della Pacific Coast League (2/05/2011,13/06/2011)
- (2) Giocatore della settimana della Northwest League (23/06/2008,7/07/2008).

## Numeri di maglia indossati
- nº 4 con gli Arizona Diamondbacks (2011)
- nº 12 con gli Oakland Athletics (2012)
- nº 4 con i New York Mets (2013)
- nº 19 con i Los Angeles Angels of Anaheim (2014-).